# Вера отцов наших
«Вера отцов наших» (англ. Faith of Our Fathers) — фантастический рассказ американского писателя Филипа Киндреда Дика, опубликованный в 1967 году в антологии Харлана Эллисона «Опасные видения» («Dangerous Visions»). Номинация на литературную премию в области научной фантастики «Хьюго» 1968 года (лучшая короткая повесть). В качестве названия писатель взял название старого гимна. Эллисон в предисловии к сборнику утверждал, что Дик писал произведение под воздействием наркотика ЛСД, однако сам писатель впоследствии отрицал это.

## Сюжет
Действие рассказа происходит в будущем, где в мире победили китайские коммунисты. Молодой партийный бюрократ Тунг Тьен (Чьен) из Вьетнама покупает у уличного торговца лёгкий наркотик. Затем он получает от руководства задание определить из двух текстов, прославляющих партийного лидера и коммунизм, вариант, содержащий издевательскую сатиру. В обоих текстах содержатся непонятные Тьену цитаты из стихотворений Джона Драйдена и арабского поэта Баха аль-Дин Зуара. Дома перед просмотром телевизионного выступления лидера коммунистической партии он принимает порошок. Внезапно у него начинаются сильные галлюцинации: на экране телевизора вместо привычного образа лидера он видит механическую конструкцию.
На связь с Тьеном выходит Таня Ли, представитель подпольного движения, которое считает, что вождь партии вообще не является человеком. Движение выяснило, что повсюду в питьевую воду добавляются галлюциногены. Порошок, купленный Тьеном, напротив, давал антигаллюциногенный эффект, позволяя видеть вещи в истинном свете. Однако разные люди после принятия антигаллюциногена видели несколько вариантов истинного облика вождя: дракон, неземное существо, смерч, механический монстр (как видел Тьен).
Таня сообщает, что Тьен скоро получит приглашение посетить резиденцию вождя партии, где следует выяснить, кем тот является в действительности. Тьен вместе с другими приглашёнными прибывает на обед к партийному лидеру, предварительно приняв повышенную дозу антигаллюциногена. Вместо вождя он увидел ужаснувшее его огромное существо с миллиардами глаз, вытягивающее жизненную энергию из людей. Оно являлось создателем всего сущего и, возможно, было самим Богом (зловещим Демиургом гностиков). В ужасе Тьен пытается выброситься из окна, но существо удерживает его за плечо щупальцем и проводит разъяснительную беседу. Пытаясь ударить отвратительное существо, Тьен теряет сознание. Когда Тьен приходит в себя, охрана говорит ему, что он устроил скандал, употребив много алкоголя. Тоскуя от того, что он узнал правду, Тьен возвращается домой. Через некоторое время к нему приходит Таня Ли, и Тьен, уговорив девушку остаться на ночь, пытается забыться в интимной близости с ней. Пойдя затем в ванную за полотенцем для Тани, Тьен обнаруживает, что след от щупальца существа на плече, замеченный им ранее, начал кровоточить; Тьен не может остановить кровь. Понимая, что ему осталось недолго, он возвращается в спальню и снова ложится в постель к Тане.